# Джей Гетсбі

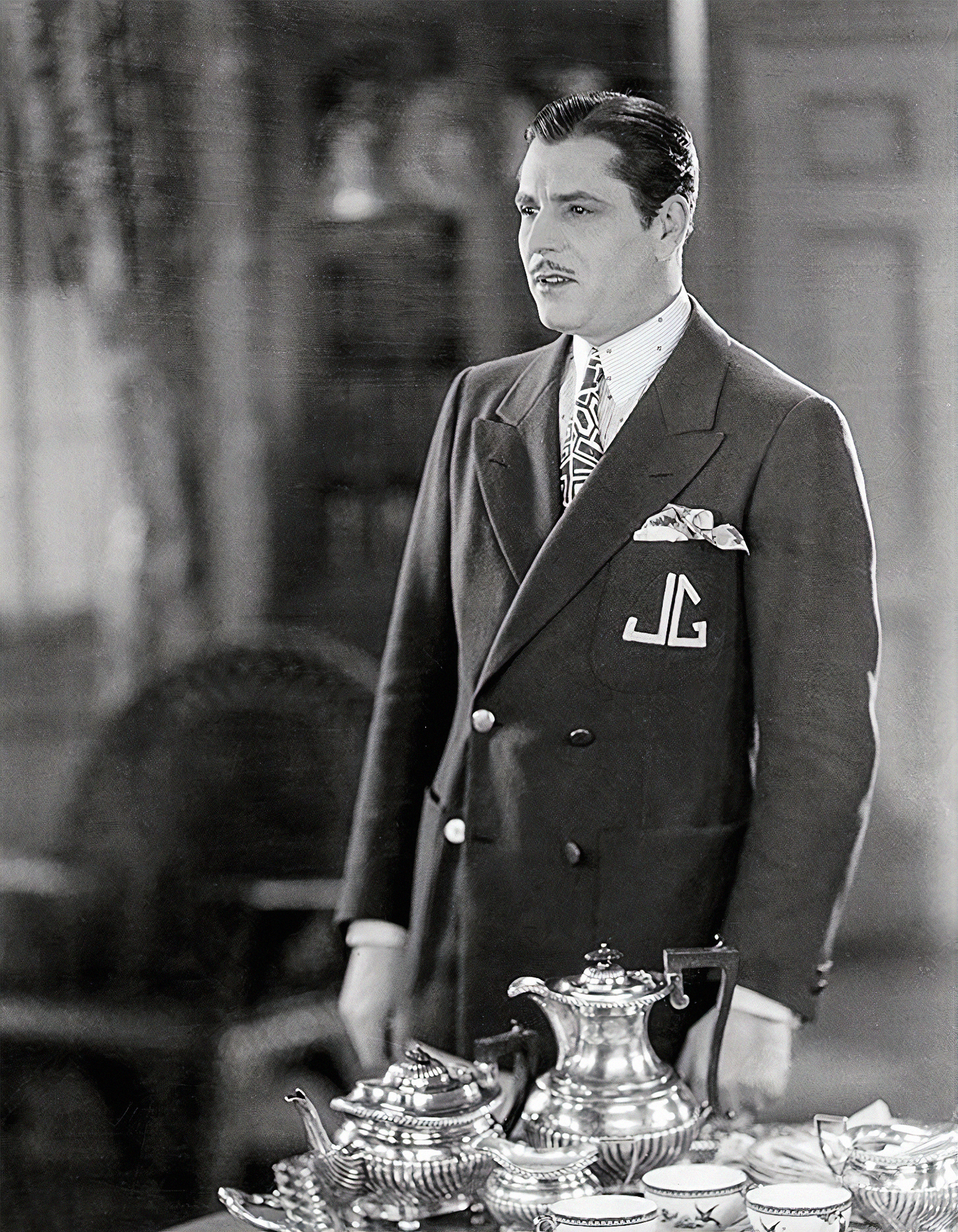
Ворнер Бакстер в ролі Джея Гетсбі у "Великому Гетсбі" (1926)

Джей Гетсбі (англ. Jay Gatsby, ім'я при народженні Джеймс «Джиммі» Гетс) — персонаж роману 1925-го року Френсіса Скотта Фіцджеральда «Великий Гетсбі».
Персонаж є загадковим та ексцентричним мільйонером-нуворишем, який живе в розкішному особняку на Лонг-Айленді, де часто влаштовує екстравагантні вечірки, і який нібито здобув свій капітал на незаконній контрабанді під час сухого закону в Сполучених Штатах. Гетсбі втілює ідею успіху в фінансовому та соціальному планах. Персонаж фактично створив абсолютно нову людину, яка відрізняється від свого незаможного минулого.
Згідно до роману, Гетсбі народився у родині зубожілого фермера з Північної Дакоти. Напередодні Першої Світової познайомився та мав короткотривалі стосунки з Дейзі Б'юкенен. Новоріш, майже всю війну провів на яхті пана Дена Коді. Гетсбі сподівався, що після смерті Ден подарує йому якусь частину свого спадку, але помилився. За кілька років Гетсбі переїхав у Вест-Егг та побудував розкішну віллу. Щоночі він влаштовував вечірки з надією не та, що одного разу Дейзі таки прийде. Гетсбі просить Ніка допомогти йому налагодити стосунки з Дейзі. Кульмінацією твору є розмова Джея, Тома та Дейзі. Джей усвідомлює, що ніколи нічого не значив для Дейзі. Тої ж ночі Том бреше чоловікові Міртл, а той у стані афекту вбиває Джея, а згодом і себе. На похорони Джея приїздить його тато, Нік та товстий бібліотекар. У той час подружжя Б'юкененів тікає з міста.